# Хидискури (Болнисский муниципалитет)
Хидискури (груз. ხიდისყური, азерб. Həsənxocalı) — село Болнисского муниципалитета, края Квемо-Картли республики Грузия с 99 %-ным азербайджанским населением. Находится в юго-восточной части Грузии, на территории исторической области Борчалы.

## История
В 1990 - 1991 годах, в результате изменения руководством Грузии исторических топонимов населённых пунктов этнических меньшинств в регионе, название села Гасанходжалы («азерб. Həsənxocalı») было изменено на его нынешнее название - Хидискури.

## География
Село Хидискури находится на левом берегу реки Машавера, у дороги Марнеули - Болниси, в 13 км от районного центра Болниси, на высоте 430 метров над уровнем моря.
Граничит с селами Мухрана, Саванети, Чапала, Самтредо, Мцкнети, Рачисубани, Нахидури и Цуртави, а также с поселком Тамариси Болнисского Муниципалитета.

## Население
По данным Государственного статистического комитета Грузии, согласно официальной переписи 2002 года, численность населения села Хидискури составляет 846 человек и на 99 % состоит из азербайджанцев.

## Экономика
Население в основном занимается овцеводством, скотоводством и овощеводством. Жители села испытывают трудности с природным газом, хотя центральная газопроводная труба проходит через село.

## Достопримечательности
- Мечеть
- Средняя школа. Функционирует с 1921 года.[7][11]
- Средняя школа - в 2011 году Фондом Гейдара Алиева в селе Хидискури была построена и сдана в эксплуатацию полностью оборудованная мебелью и техникой новая средняя школа. На церемонии открытия школы присутствовали представители Фонда Гейдара Алиева, посольства Азербайджана в Грузии, а также заместитель губернатора края Квемо-Картли Гусейн Юсифов.[12]
- Автозаправка[13]

## Известные уроженцы
- Рамиз Мамедализаде - педагог[7]
- Магеррам Исмайлов - педагог[7]
- Бахрам Мехди - поэт[7]
- Оруш Дурмуш оглы - участник Второй мировой войны, погиб 3 июля 1943 года на высоте 121.4 в 3 км севернее хутора Благодатный в Крымском районе Украины.[14]

## Интересные факты
19 марта 2010 года при поддержке и с участием посольства Азербайджанской Республики в Грузии, местной азербайджанской интеллигенции, общественных организаций и журналистов Азербайджана, а также руководства губерний Шида-Картли и Квемо-Картли в селе Хидискури было проведено мероприятие, приуроченное к празднику Новруз Байрамы. В рамках мероприятия состоялся праздничный концерт.